# Vrijeme (meteorologija)
Vrijeme je trenutno stanje atmosfere na nekom prostoru. Prosječan godišnji tijek vremena nekog područja čini klimu.
Za cjelovito određivanje vremena u obzir se moraju uzeti neki elementi. Najvažniji su: temperatura, tlak, vjetar, naoblaka, vlaga u zraku i padaline.

### Meteorologija
Znanost koja se bavi proučavanjem vremena naziva se meteorologija. Vremensku prognozu sastavljaju meteorolozi.
Ciklona donosi promjenjivo vrijeme s oblacima i padalinama, a anticiklona postojano, vedro i suho vrijeme.

### Nastanak padalina iz oblaka
U ekvatorskim područjima zrak se uzdiže zbog velikog zagrijavanja tla. Padaline nastaju kada topli, vlažni zrak naiđe na reljefnu zapreku i uz nju se prisilno uzdiže i hladi.